# Abriaquí (ort)
Abriaquí är en ort i Colombia.   Den ligger i departementet Antioquía, i den nordvästra delen av landet, 300 km nordväst om huvudstaden Bogotá. Abriaquí ligger 1 915 meter över havet och antalet invånare är 1 281.
Terrängen runt Abriaquí är bergig österut, men västerut är den kuperad. Abriaquí ligger nere i en dal. Runt Abriaquí är det glesbefolkat, med 14 invånare per kvadratkilometer. Närmaste större samhälle är Cañasgordas, 13,8 km norr om Abriaquí. I omgivningarna runt Abriaquí växer i huvudsak städsegrön lövskog.